# La Casilla (ville)
La Casilla est une ville de l'Uruguay située dans le département de Flores. Sa population est de 181 habitants.

## Population
| Année | Population |
| ----- | ---------- |
| 1985  | -          |
| 1996  | 93         |
| 2004  | 181        |

Référence,.